# Campionati del mondo di atletica leggera indoor 2012 - 60 metri ostacoli femminili
I 60 metri ostacoli femminili si sono tenuti il 9 ed il 10 marzo 2012. Si sono qualificate 30 atlete, ma soo partite solo in 29.

## Risultati

### Batterie
Si qualificano le prime 3 di ogni batteria più le 4 migliori prestazioni
| Pos  | Batt. | Nome                 | Nazione              | Tempo | Note   |
| ---- | ----- | -------------------- | -------------------- | ----- | ------ |
| 1    | 1     | Sally Pearson        | Australia            | 7.85  | Q, AR  |
| 2    | 3     | Tiffany Porter       | Regno Unito          | 8.00  | Q      |
| 3    | 1     | Eline Berings        | Belgio               | 8.08  | Q      |
| 4    | 2     | Alina Talay          | Bielorussia          | 8.11  | Q      |
| 5    | 4     | Marzia Caravelli     | Italia               | 8.13  | Q      |
| 6    | 1     | Nikkita Holder       | Canada               | 8.15  | Q      |
| 7    | 4     | Beate Schrott        | Austria              | 8.16  | Q      |
| 8    | 3     | Sharona Bakker       | Paesi Bassi          | 8.19  | Q      |
| 8    | 1     | Derval O'Rourke      | Irlanda              | 8.19  | q      |
| 10   | 3     | Veronica Borsi       | Italia               | 8.20  | Q      |
| 11   | 3     | Svetlana Topilina    | Russia               | 8.20  | q      |
| 12   | 3     | Lucie Škrobáková     | Rep. Ceca            | 8.20  | q      |
| 13   | 3     | Seun Adigun          | Nigeria              | 8.21  | q      |
| 14   | 4     | Sonata Tamošaitytė   | Lituania             | 8.27  | Q      |
| 15   | 4     | Vanneisha Ivy        | Stati Uniti          | 8.28  |        |
| 16   | 1     | Aleesha Barber       | Trinidad e Tobago    | 8.35  |        |
| 17   | 1     | Cindy Roleder        | Germania             | 8.35  |        |
| 18   | 2     | Angela Moroșanu      | Romania              | 8.37  | Q      |
| 19   | 2     | Ekaterina Galitskaya | Russia               | 8.40  | Q      |
| 20   | 4     | Lee Yeon-Kyung       | Corea del Sud        | 8.41  | NR     |
| 21   | 4     | Sun Yawei            | Cina                 | 8.46  |        |
| DQ   | 2     | Demetra Arachovití   | Cipro                | 8.49  | Doping |
| 22   | 2     | Natalya Ivoninskaya  | Kazakistan           | 8.49  |        |
| 23   | 4     | Marina Tomić         | Slovenia             | 8.67  |        |
| 24   | 1     | Rosa Rakotozafy      | Madagascar           | 8.74  |        |
| 25   | 3     | Gorana Cvijetić      | Bosnia ed Erzegovina | 8.89  |        |
| 26   | 4     | Dipna Lim Prasad     | Singapore            | 9.00  | NR     |
| 27   | 3     | Ghfran Almouhamad    | Siria                | 9.15  | PB     |
| N.D. | 2     | Kristi Castlin       | Stati Uniti          | DNF   |        |
| N.D. | 2     | Vonette Dixon        | Giamaica             | DNF   |        |
| N.D. | 1     | Natasha Ruddock      | Giamaica             | DNS   |        |

### Semifinali
Si qualificano alla finale le prime 4 di ogni batteria
| Posizione | Batteria | Nome                 | Nazione     | Tempo | Note  |
| --------- | -------- | -------------------- | ----------- | ----- | ----- |
| 1         | 1        | Sally Pearson        | Australia   | 7.93  | Q     |
| 2         | 2        | Alina Talay          | Bielorussia | 7.99  | Q, SB |
| 3         | 1        | Eline Berings        | Belgio      | 8.03  | Q, SB |
| 3         | 2        | Tiffany Porter       | Regno Unito | 8.03  | Q     |
| 3         | 2        | Sonata Tamošaitytė   | Lituania    | 8.03  | Q, NR |
| 6         | 1        | Nikkita Holder       | Canada      | 8.07  | Q     |
| 7         | 1        | Seun Adigun          | Nigeria     | 8.07  | Q, PB |
| 8         | 2        | Beate Schrott        | Austria     | 8.11  | Q     |
| 9         | 1        | Marzia Caravelli     | Italia      | 8.12  |       |
| 10        | 1        | Derval O'Rourke      | Irlanda     | 8.13  | SB    |
| 11        | 2        | Lucie Škrobáková     | Rep. Ceca   | 8.18  |       |
| 12        | 2        | Sharona Bakker       | Paesi Bassi | 8.18  |       |
| 13        | 2        | Veronica Borsi       | Italia      | 8.18  | PB    |
| 14        | 1        | Angela Moroșanu      | Romania     | 8.24  |       |
| 15        | 1        | Ekaterina Galitskaya | Russia      | 8.26  |       |
| 16        | 2        | Svetlana Topilina    | Russia      | 8.32  |       |

### Finale
La finale è partita alle 19:45.
| Pos. | Nome               | Nazione     | Tempo | Note   |
| ---- | ------------------ | ----------- | ----- | ------ |
| 1    | Sally Pearson      | Australia   | 7.73  | WL, AR |
| 2    | Tiffany Porter     | Regno Unito | 7.94  |        |
| 3    | Alina Talay        | Bielorussia | 7.97  | SB     |
| 4    | Sonata Tamošaitytė | Lituania    | 8.03  | NR     |
| 5    | Eline Berings      | Belgio      | 8.08  |        |
| 6    | Nikkita Holder     | Canada      | 8.09  |        |
| 7    | Beate Schrott      | Austria     | 8.12  |        |
| 8    | Seun Adigun        | Nigeria     | 8.33  |        |